# Eumenes tosawae
Eumenes tosawae är en stekelart som beskrevs av Giordani Soika 1941. Eumenes tosawae ingår i släktet krukmakargetingar, och familjen Eumenidae. Utöver nominatformen finns också underarten E. t. lofouensis.